# 翁戈達河
61°23′44″N 46°20′57″E / 61.39556°N 46.34917°E
翁戈達河（俄语：Вонгода），是俄羅斯的河流，位於該國西北部阿爾漢格爾斯克州，屬於北德维纳河左的支流，河道全長38公里，流域面積352平方公里。